# Red Bull RB13
O Red Bull RB13 é o modelo de carro de corrida construído pela equipe Red Bull Racing para a disputa da temporada de Fórmula 1 de 2017, pilotado por Daniel Ricciardo e Max Verstappen. 
O lançamento do carro ocorreu em 26 de fevereiro.

## Raio X
Com as mudanças bruscas no regulamento, é de se esperar que Adrian Newey traga soluções criativas na parte aerodinâmica que possam colocar a Red Bull Racing um passo à frente das equipes rivais.

## Estatística
| Daniel Ricciardo | X              | Max Verstappen |
| 200              | Pontos         | 168            |
| 1                | Vitórias       | 2              |
| 0                | Pole Positions | 0              |
| 1                | Volta Rápida   | 1              |
| 9                | Pódios         | 4              |
| 6                | Abandonos      | 7              |

## Resultados na Temporada 2017
| Pos | Piloto           | Nu. | AUS | CHN | BAR | RUS | ESP | MON | CAN | AZE | AUT | GBR | HUN | BEL | ITA | SIN | MAL | JAP | EUA | MEX | BRA | ABU | Pts | Pts da Equipe | Pos da Equipe |
| --- | ---------------- | --- | --- | --- | --- | --- | --- | --- | --- | --- | --- | --- | --- | --- | --- | --- | --- | --- | --- | --- | --- | --- | --- | ------------- | ------------- |
| 5   | Daniel Ricciardo | 3   | Ret | 4   | 5   | Ret | 3   | 3   | 3   | 1   | 3   | 5   | Ret | 3   | 4   | 2   | 3   | 3   | Ret | Ret | 6   | Ret | 200 | 368           | 3º            |
| 6   | Max Verstappen   | 33  | 5   | 3   | Ret | 5   | Ret | 5   | Ret | Ret | Ret | 4   | 5   | Ret | 10  | Ret | 1   | 2   | 4   | 1   | 5   | 5   | 168 | 368           | 3º            |